# Périartérite noueuse
 Mise en garde médicale
La périartérite noueuse (PAN) (ou polyartérite noueuse ou maladie de Kussmaul-Maier) est une maladie auto-immune responsable d'une vascularite nécrosante atteignant les artères de moyen calibre. Il n'existe pas de prédominance de sexe, la maladie débute habituellement après 40 ans. Dans 90 % des cas, les causes de la maladie sont inconnues. Mais 10 % des périartérites noueuses succèdent à une infection par le virus de l'hépatite B, sans que ce lien soit encore élucidé.
Il existe deux classifications principales des vascularites :
- celle de l'American College of Rheumatology (1990), en se basant sur des regroupements de caractéristiques spécifiques d’un type, et qui sont absents des autres types
- celle de Chapel Hill (1994), qui se base sur la nature et la taille des vaisseaux.

## Historique
Elle a été décrite pour la première fois par le médecin allemand Adolf Kussmaul en 1866.

## Symptômes
Selon l’American College of Rheumatology :
- amaigrissement > 4 kg ;
- livedo reticularis ;
- douleur ou sensibilité testiculaire ;
- faiblesse musculaire ;
- pression diastole > 90 mmHg ;
- insuffisance rénale ;
- marqueur sérique d’une hépatite B active ;
- anévrisme et/ou occlusion des artères viscérales indépendantes d’un phénomène non-inflammatoire ;
- présence de leucocytes polymorphonucléaires dans la paroi artérielle (artères de petits et moyens calibres).

## Épidémiologie
La PAN toucherait environ 1 personne sur 33 000. Cette incidence serait en diminution.
La PAN serait plus fréquente entre 40 et 60 ans, et toucherait légèrement plus les hommes que les femmes.

## Causes
Elle est inconnue dans la majorité des cas. Une hépatite B peut être associée dans les formes de l'adulte. 
Des formes familiales sont décrites.

## Diagnostic
Les symptômes de la périartérite noueuse étant variés. Il n’y a donc pas de tests diagnostiques visant un symptôme ou un signe spécifique. Avant tout traitement, le clinicien établit et analyse l’historique médicale du patient. Il doit ensuite intégrer les éléments cliniques, les données radiologiques (angiographie) et/ou histologiques pour valider le diagnostic.
Une recherche infectieuse est aussi réalisée. Elle cible des infections par les virus de l’hépatite B, C. Celle par le virus d’immunodéficience humaine (VIH) est aussi recherchée. Ces infections virales peuvent entraîner une PAN. Cela conduira à une thérapeutique appropriée.
Ces recherches se basent principalement sur les organes atteints. Plus l’évidence clinique d’une atteinte d’organe spécifique est grande, plus élevée sera la probabilité qu'une biopsie de cet organe pour fournir des informations diagnostiques utiles.
Les manifestations de la maladie sont très variables selon les artères touchées. La plupart des patients avec PAN ont un syndrome inflammatoire biologique. L'atteinte de la vascularisation rénale, digestive, et du système musculo-squelettique est souvent au premier plan. On peut ainsi retrouver :
- Des signes généraux : fièvre au long cours, altération de l'état général
- Une atteinte rénale : insuffisance rénale chronique, hypertension artérielle
- Une atteinte digestive : crises douloureuses, infarctus mésentérique
- Des myalgies, arthrite, polynévrite, mononévrite
- Autres signes : orchite (atteinte testiculaire), accident vasculaire cérébral,
- Une atteinte pulmonaire fait éliminer le diagnostic

## Examens complémentaires
La recherche des lésions artérielles passe par deux examens clé . L'artériographie rénale et mésentérique retrouve (en particulier dans le rein) de nombreux anévrismes (dilatation localisée du calibre artériel de 2 à 5 mm), des zones non-perfusées. Ces zones résultent d'infarctus multiples, et responsables de l'insuffisance rénale progressive. Les autres localisations anévrismales doivent être recherchées. En particulier celles cérébrales qui peuvent entraîner une hémorragie méningée.
L'examen histologique (anatomo-pathologique) d'une biopsie musculaire retrouve la nécrose des artères de moyen calibre. Elle est parfois accompagnée de fibrose. On pratiquera aussi un bilan inflammatoire (positif). Une recherche des marqueurs de l'hépatite B (inconstament positifs) et la recherche des anti-corps anti leucocytes P anca sera aussi faite.

## Évolution
La maladie est toujours fatale sans traitement. Un traitement adapté permet le plus souvent de guérir la maladie. Ainsi, les rechutes sont rares. Cependant, les destructions tissulaires (liées aux infarctus) sont le plus souvent irréversibles.

## Traitement
Le traitement n’est pas général. Il doit être adapté à la situation clinique. En effet certains facteurs doivent pris en compte : la sévérité de la maladie, l’évolution probable et le résultat d’études antérieures. Afin de mettre en place un traitement adapté, on utilise le FFS (Five Factor Score) : un tableau regroupant 5 facteurs décisifs :
- Protéinurie.
- Créatinémie.
- Atteinte gastro-intestinale spécifique de la vascularite.
- Atteinte spécifique du système nerveux central.
- Cardiomyopathie spécifique.
| Signs & Symptoms                                           | Scores |
| ---------------------------------------------------------- | ------ |
| Insuffisance rénale (créatinine >1,58 mg/dL)               | 1      |
| Protéinurie > 1 g/dL                                       | 1      |
| Saignement, perforation, infarctus digestif ou pancréatite | 1      |
| Cardiomyopathie                                            | 1      |
| Atteinte du système nerveux central                        | 1      |

Lorsqu’un score est égal à 0, il y a 12 % de mortalité dans les cinq ans à venir. Pour un score de 2, la mortalité passe à 50 %.
La stratégie de traitement initial repose sur une corticothérapie, parfois complétée par l'utilisation des immunosuppresseurs. Pour un cas de PAN peu sévère la prednisone est utilisé par voie orale à une dose de 1 mg/kg/j. Dans le cas d’urgence thérapeutique, de la methylprednisolone en intraveineuse est donné au patient. Ce cas d'urgence correspond à un PAN avec fièvre et dégradation de l’état général ou des douleurs abdominales faisant redouter des complications digestives (perforation), hémorragie digestive, phase d’installation d’une polyneuropathie périphérique, insuffisance rénale rapidement progressive (Guillevin L, Lhote F 2000). Lors de résistances aux corticoïdes ou d’effets secondaires sévères, une immunosuppression est ajoutée aux traitements. Celle-ci est usuellement de type cyclophosphamide.
Ces immunosuppresseurs ont une balance efficacité/toxicité faible lors d’une administration quotidienne, la prise se fait donc de façon intermittente (1 fois par semaine à une fois par mois). Dans certaines études (Guillevin L. Treatment of classic polyarteritis nodosa in 1999. Nephrol Dial Transplant. 1999;14:2077-9) on retrouve une posologie de 0,6 g/m2 en perfusion mensuelle, pendant un an.  Cependant il est important d’adapter la posologie en fonction de l'état de la fonction rénale.
Les périartérites noueuses associées à l'hépatite B peuvent bénéficier d'un traitement antiviral spécifique ou d'échanges plasmatiques. En effet l’association de corticoïde et  d’immunosuppresseurs perpétuent l’infection. Elle peut aussi menée dans certains cas à un cancer du foie après une progression vers la cirrhose. La corticoïdothérapie doit être brève. Elle ne dure pas plus de 2 semaines.
La survie à 5 ans avec un traitement est actuellement estimée à 80 %. La mortalité est influencée par la sévérité initiale de la maladie. Les rechutes sont rares et ont été observées dans 10 % des patients.

## Prévention et éducation thérapeutique
La prévention passe par la vaccination contre l’hépatite B notamment des populations à risque. Elle explique la diminution considérable de l'incidence de la PAN liée au VHB depuis 1989. La fréquence de la PAN liée au VHB a décliné jusqu'à atteindre 7,3 ces dernières années (98). Depuis 1997, moins de dix nouveaux cas par an sont diagnostiqués en France.
L’éducation thérapeutique vise à aider les patients à gérer au mieux leur vie avec une maladie chronique.
Elle est un processus continu, qui fait partie intégrante et de façon permanente de la prise en charge du patient. Il existe des associations qui regroupent malades et familles. Elles permettent d’informer de d’accompagner le patient dans sa maladie.

## Éléments médico-économiques
Les patients atteints de périartérite noueuse sont susceptibles d’entrer dans le cadre de l’ALD (affection longue durée).